# Вуникау
Вуникау (фидж. Culacula) или также Вака (фидж. Waka) — боевая, тренировочная и охотничья палица, короткодревковое ударно-дробящее холодное оружие племен острова Фиджи.  

## Описание
Вуникау представляет из себя примитивную, деревянную палицу из корневища дерева. Корни грубо обрезаются, а их выступающие остатки служат для увеличения зоны поражения.
Рукоять для удобства отшлифована и отполирована.  Обычно длина вуникау составляет 100-110 см. Использовалась как для войны так для охоты и тренировок.